# مک‌گافین

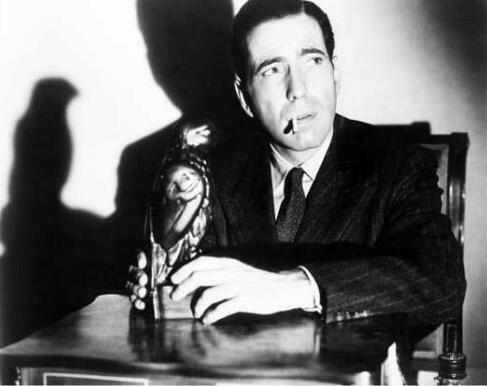
هامفری بوگارت در شاهین مالت (۱۹۴۱)

مک‌گافین یا مگافین (به انگلیسی: MacGuffin) مفهومی در سینما است که در ادبیات ریشه دارد. واژه مک‌گافین ابتدا توسط فیلمنامه‌نویس بریتانیایی آنگوس مک‌فیل در سینما جا افتاد و توسط آلفرد هیچکاک در سطح عامه متداول گشت. اگرچه مک‌گافین مکرراً توسط هیچکاک مورد استفاده قرار گرفت، اما برخلاف تصور عامه هیچکاک مبدع آن نبود. شاهین مالت از نخستین فیلم‌هایی است که مفهوم مک‌گافین در آن نظر منتقدان را به خود جلب کرد.
مک‌گافین به سرنخ یا ابزاری گفته می‌شود که بدون اهمیت ذاتی، به پیشبرد داستان کمک می‌کند.
یکی از پرکاربردترین تکنیک‌های گسترش پیرنگ در سینمای هیچکاک استفاده از «جستجو برای مک گافین» بوده‌است. «مک گافین» شیئی مفهومی و به‌طور کلی ابژه‌ای است که همه به دنبال آن می‌گردند و ماجرا بر اساس آن پیش می‌رود اما در بسیاری مواقع سرانجام معلوم می‌شود که یا ابژه خیالی بوده یا اینکه اهمیت چندانی نداشته‌است. در روانی، پول‌های دزدیده شده نقش «مک گافین» را ایفا می‌کنند و اولین حدس‌های ما کنجکاوی در مورد سرانجام پول هاست که تقریباً از انتهای همان نیمه اول می‌شود.
مک‌گافین می‌تواند اتفاق یا پدیده، شیء بی‌جان یا موجود زنده باشد.
اگر بخواهیم در فیلم‌های ایرانی مثال‌هایی برای مک‌گافین بزنیم، می‌توانیم به این موارد اشاره کنیم:
۱- در فیلم سینمایی درباره الی اصغر فرهادی، شخصیت الی که ابژه‌ای انسانی است، مک‌گافین فیلم محسوب می‌شود.
۲- در جدایی نادر از سیمین اصغر فرهادی پولی که ناپدید می‌شود، حکم مک‌گافین پیرنگ فیلمنامه را دارد.
۳- در قهرمان اصغر فرهادی زنی که سکه ها را تحویل می گیرد مک گافین فیلم محسوب می شود.
۴- در فیلم سینمایی طلا ساخته پرویز شهبازی، رستوران مک‌گافین قصه است.
۵- در سریال قورباغه، ساخته ی هومن سیدی، ماده ی مخدر “قورباغه” مک گافین داستان محسوب می شود.
۶-در سریال روزی روزگاری مریخ،ساخته ی پیمان قاسم خانی،ماده مخدر خطرناک 
”مک گافین” نام داشت.